# Patrick Monahan
Patrick "Pat" Monahan, est un auteur-compositeur et interprète américain, né le 28 février 1969 à Érié en Pennsylvanie. Il est notamment connu pour être le leader du groupe Train, notamment pour leur single Hey soul sister.

## Discographie

### Studio albums
| Année | Détails                                                                    | Meilleures positions |
| Année | Détails                                                                    | US                   |
| ----- | -------------------------------------------------------------------------- | -------------------- |
| 2007  | Last of Seven - Release date: September 18, 2007 - Label: Columbia Records | 82                   |

### Singles
| 2007                                          | "Her Eyes"                    | 110 | 9  | Last of Seven |
| 2008                                          | "Two Ways to Say Goodbye"     | —   | 21 | Last of Seven |
| 2010                                          | "The Truth" (with Kris Allen) | —   | 17 | Kris Allen    |
| "—" signifie que le titre ne s'est pas classé |                               |     |    |               |